# كأس الخليج العربي 4
أُقيمت بطولة كأس الخليج الرابعة في دولة قطر، من تاريخ 25 مارس 1976 إلى تاريخ 15 أبريل 1976، وقد شارك في هذه الدورة لأول مرة منتخب العراق لكرة القدم، ليرتفع بذلك عدد الفرق المشاركة في كأس الخليج إلى سبعة دول. وقد أقيمت هذه البطولة بنظام الدوري من دور واحد، ولم تحسم هذه البطولة إلا بالمباراة الفاصلة التي جمعت بين منتخب الكويت لكرة القدم ومنتخب العراق لكرة القدم التي انتهت بفوز الكويت 4-2. وقد حصل على لقب هداف البطولة اللاعب الكويتي جاسم يعقوب برصيد 9 أهداف، وحصل على جائزة أفضل لاعب في البطولة العراقي علي كاظم، ونال الحارس البحريني حمود سلطان جائزة أفضل حارس مرمى في تلك البطولة، وحصل السعودي خالد التركي على جائزة اللاعب المثالي للعب النظيف.

## الفرق المشاركة
- قطر (الدولة المستضيفة)
- الكويت (حامل اللقب)
- الإمارات العربية المتحدة
- البحرين
- العراق
- عمان
- السعودية

## الملاعب
| الدوحةكأس الخليج العربي 4 (قطر) | الدوحة             |
| ------------------------------- | ------------------ |
| الدوحةكأس الخليج العربي 4 (قطر) | استاد خليفة الدولي |
| الدوحةكأس الخليج العربي 4 (قطر) | السعة: 20,000      |
| الدوحةكأس الخليج العربي 4 (قطر) |                    |

## مدربو الفرق
- منتخب الإمارات لكرة القدم تاديتش (يوغسلافيا)
- منتخب البحرين لكرة القدم جاك مانل (إنجلترا)
- منتخب العراق لكرة القدم داني ماكلينن (إسكتلندا)
- منتخب عمان لكرة القدم ممدوح محمد خفاجي (مصر)
- منتخب قطر لكرة القدم فرانك واجنك (إنجلترا)
- منتخب الكويت لكرة القدم ماريو زاغالو (البرازيل)
- منتخب السعودية لكرة القدم فيرينك بوشكاش (هنغاريا).

## المباريات
لعبت الفرق السبعة في البطولة منافسة واحدة على غرار دورة روبن. وكان الفريق الذي حقق المركز الأول في الترتيب العام هو الفائز بالبطولة.
جميع الأوقات محلية، حسب التوقيت العربي القياسي (ت ع م+3).
| الفريق                   | لعب | فاز | تعادل | خسر | له | عليه | ف.أ. | النقاط |
| ------------------------ | --- | --- | ----- | --- | -- | ---- | ---- | ------ |
| الكويت                   | 6   | 4   | 2     | 0   | 22 | 5    | +17  | 10     |
| العراق                   | 6   | 4   | 2     | 0   | 21 | 4    | +17  | 10     |
| قطر                      | 6   | 4   | 1     | 1   | 11 | 6    | +5   | 9      |
| البحرين                  | 6   | 3   | 0     | 3   | 9  | 15   | −6   | 6      |
| السعودية                 | 6   | 2   | 0     | 4   | 8  | 14   | −6   | 4      |
| الإمارات العربية المتحدة | 6   | 0   | 2     | 4   | 4  | 13   | −9   | 2      |
| عمان                     | 6   | 0   | 1     | 5   | 3  | 21   | −18  | 1      |

| قطر          | 1–0 | السعودية |
| ------------ | --- | -------- |
| سليمان الماس |     |          |

| العراق                                      | 4–0 | عمان |
| ------------------------------------------- | --- | ---- |
| فلاح حسن علي كاظم علي ناصر (هـ.ذ.) علي كاظم |     |      |

| البحرين                  | 3–2 | الإمارات العربية المتحدة  |
| ------------------------ | --- | ------------------------- |
| محمد بهرام جاسم الداوودي |     | جاسم عبد الله سالم بوشنين |

| الكويت                                                | 4–0 | قطر |
| ----------------------------------------------------- | --- | --- |
| جاسم يعقوب فيصل الدخيل عبد العزيز العنبري فيصل الدخيل |     |     |

| السعودية                           | 2–0 | الإمارات العربية المتحدة |
| ---------------------------------- | --- | ------------------------ |
| حامد صبحي (ج.) محمد المغنم الصاروخ |     |                          |

| العراق                                     | 4–1 | البحرين           |
| ------------------------------------------ | --- | ----------------- |
| كاظم وعل فلاح حسن صباح عبد الجليل علي كاظم |     | إبراهيم زويد (ج.) |

| الكويت                                                                     | 8–0 | عمان |
| -------------------------------------------------------------------------- | --- | ---- |
| فيصل الدخيل حسين محمد جاسم يعقوب (ج.) جاسم يعقوب فيصل الدخيل فاروق إبراهيم |     |      |

| العراق                                                                                   | 7–1 | السعودية      |
| ---------------------------------------------------------------------------------------- | --- | ------------- |
| كاظم وعل 3' · صباح عبد الجليل 5' · فلاح حسن 24' · علي كاظم 45'، 60'، 66' · أحمد صبحي 92' |     | خالد سرور 82' |

| قطر                                 | 3–1 | الإمارات العربية المتحدة |
| ----------------------------------- | --- | ------------------------ |
| منصور مفتاح سيف الحجري سليمان الماس |     | رجب عبد الرحمن           |

| البحرين    | 0–1 | عمان |
| ---------- | --- | ---- |
| محمد بهرام |     |      |

| قطر | 0–0 | العراق |
| --- | --- | ------ |
|     |     |        |

| الكويت | 0–0 | الإمارات العربية المتحدة |
| ------ | --- | ------------------------ |
|        |     |                          |

| السعودية                                 | 3–1 | عمان         |
| ---------------------------------------- | --- | ------------ |
| محمد المغنم الصاروخ خالد سرور عيسى خليفة |     | مبارك العلوي |

| الكويت                                                    | 5–2 | البحرين               |
| --------------------------------------------------------- | --- | --------------------- |
| جاسم يعقوب (ج.) عبد العزيز العنبري سعود بوحمد فيصل الدخيل |     | جوهر الماس خليل شويعر |

| العراق                                            | 4–0 | الإمارات العربية المتحدة |
| ------------------------------------------------- | --- | ------------------------ |
| علي حسين علي كاظم (ج.) صباح عبد الجليل مجبل فرطوس |     |                          |

| قطر                                    | 4–1 | عمان     |
| -------------------------------------- | --- | -------- |
| منصور مفتاح سليمان الماس أحمد عمر فستق |     | حمد حارب |

| الكويت                 | 2–2 | العراق                   |
| ---------------------- | --- | ------------------------ |
| جاسم يعقوب فيصل الدخيل |     | صباح عبد الجليل علي كاظم |

| البحرين               | 2–1 | السعودية   |
| --------------------- | --- | ---------- |
| سلطان بشير محمد بهرام |     | سلطان نصيب |

| قطر                       | 3–0 | البحرين |
| ------------------------- | --- | ------- |
| منصور مفتاح أحمد عمر فستق |     |         |

| الإمارات العربية المتحدة | 1–1 | عمان             |
| ------------------------ | --- | ---------------- |
| عوض مبارك                |     | مسلم العلوي (ج.) |

| الكويت                 | 3–1 | السعودية  |
| ---------------------- | --- | --------- |
| فيصل الدخيل جاسم يعقوب |     | خالد سرور |

### المباراة الفاصلة
منذ أن أنهى كل من الكويت والعراق بالتساوي في النقاط وفارق الأهداف، أقيمت المباراة النهائية بين الفريقين لتحديد البطل.
| الكويت                                           | 4–2 | العراق    |
| ------------------------------------------------ | --- | --------- |
| عبد العزيز العنبري جاسم يعقوب عبد العزيز العنبري |     | أحمد صبحي |

## الإحصائيات

### الهدافون
عدد الأهداف المُسجلة  78 هدفًا  في 22 مباراة، بمتوسط 3.55 هدفًا في المباراة الواحدة. اللاعبين البارزين بالخط الداكن لا يزالون نشطون في المنافسة.
9 أهداف
- جاسم يعقوب

8 أهداف
- علي كاظم
- فيصل الدخيل

6 أهداف
- عبد العزيز العنبري

5 أهداف
- منصور مفتاح

4 أهداف
- محمد بهرام
- صباح عبد الجليل

3 أهداف
- خالد سرور
- أحمد صبحي
- فلاح حسن
- سليمان الماس

هدفان
- محمد المغنم
- كاظم وعل
- أحمد عمر فستق

هدف
- جاسم عبد الله
- سالم بوشنين
- رجب عبد الرحمن
- عوض مبارك
- جاسم الداوودي
- جوهر الماس
- خليل شويعر
- سلطان بشير
- إبراهيم زويد
- حامد صبحي
- عيسى خليفة
- سلطان نصيب
- علي حسين
- مجبل فرطوس
- مبارك العلوي
- حمد حارب
- مسلم العلوي
- سيف الحجري
- حسين محمد
- فاروق إبراهيم
- سعود بوحمد

هدف ذاتي
- علي ناصر (ضد العراق)